# Johannes Eingartner
Johannes Eingartner (* 7. März 1950 in München; † 14. Juli 2022 in Augsburg) war ein deutscher Klassischer Archäologe.

## Leben
Johannes Eingartner studierte von 1973 bis 1979 Klassische Archäologie, Provinzialrömische Archäologie, Alte Geschichte und Geschichtliche Hilfswissenschaften an der Universität München. 1983 erfolgte dort die Promotion mit einer Arbeit zum Thema Isis und ihre Dienerinnen in der Kunst der römischen Kaiserzeit. Anschließend war Eingartner von 1983 bis 1986 wissenschaftlicher Mitarbeiter bei der von der Deutschen Forschungsgemeinschaft durchgeführten Tempelgrabung in Faimingen. Ein Forschungsstipendium des Deutschen Archäologischen Instituts führte ihn 1987 nach Nordafrika, bevor er im selben Jahr wissenschaftlicher Mitarbeiter an der Universität Augsburg wurde. Von 1992 bis 1994 arbeitete Eingartner als Stipendiat der Deutschen Forschungsgemeinschaft an seiner Habilitation, die 1996 mit der Arbeit Templa cum porticibus. Ausstattung und Funktion italischer Tempelbezirke in Nordafrika und ihre Bedeutung für die römische Stadt der Kaiserzeit erfolgte. Seitdem lehrte er zunächst als Privatdozent, später bis zu seinem Ruhestand als außerplanmäßiger Professor an der Universität Augsburg.
Eingartner beschäftigte sich mit der Beziehung zwischen Architektur und Kult in der Antike. Ausgrabungen führte er in Faimingen und auf dem Forum und der Basilika von Ladenburg, dem antiken Lopodunum, durch.

## Schriften (Auswahl)
- Isis und ihre Dienerinnen in der Kunst der römischen Kaiserzeit (= Mnemosyne Supplementum 115). Brill, Leiden u. a. 1991, ISBN 90-04-09312-5 (Dissertation).
- mit Pia Eschbaumer und Gerhard Weber: Der römische Tempelbezirk in Faimingen-Phoebiana (= Faimingen-Phoebiana 1; Limesforschungen Bd. 24). von Zabern, Mainz 1993 ISBN 3-8053-1320-9.
- Templa cum porticibus. Ausstattung und Funktion italischer Tempelbezirke in Nordafrika und ihre Bedeutung für die römische Stadt der Kaiserzeit (= Internationale Archäologie Bd. 92). Verlag Marie Leidorf, Rahden 2005, ISBN 3-89646-364-0 (Habilitationsschrift).
- Die Basilika und das Forum des römischen Ladenburg (= Lopodunum Bd. 5; Forschungen und Berichte zur Vor- und Frühgeschichte in Baden-Württemberg Bd. 124). Theiss, Stuttgart 2011, ISBN 978-3-8062-2647-8.